# 83 v. Chr.
Portal Geschichte | Portal Biografien | Aktuelle Ereignisse | Jahreskalender | Tagesartikel

◄ |
2. Jahrhundert v. Chr. |
1. Jahrhundert v. Chr. |
1. Jahrhundert |
►

◄ | 100er v. Chr. | 90er v. Chr. | 80er v. Chr. | 70er v. Chr. |
60er v. Chr. |
►

◄◄ | ◄ | 86 v. Chr. | 85 v. Chr. | 84 v. Chr. | 83 v. Chr. |
82 v. Chr. |
81 v. Chr. |
80 v. Chr. |
► |
►►
Staatsoberhäupter

## Ereignisse

### Politik und Weltgeschehen

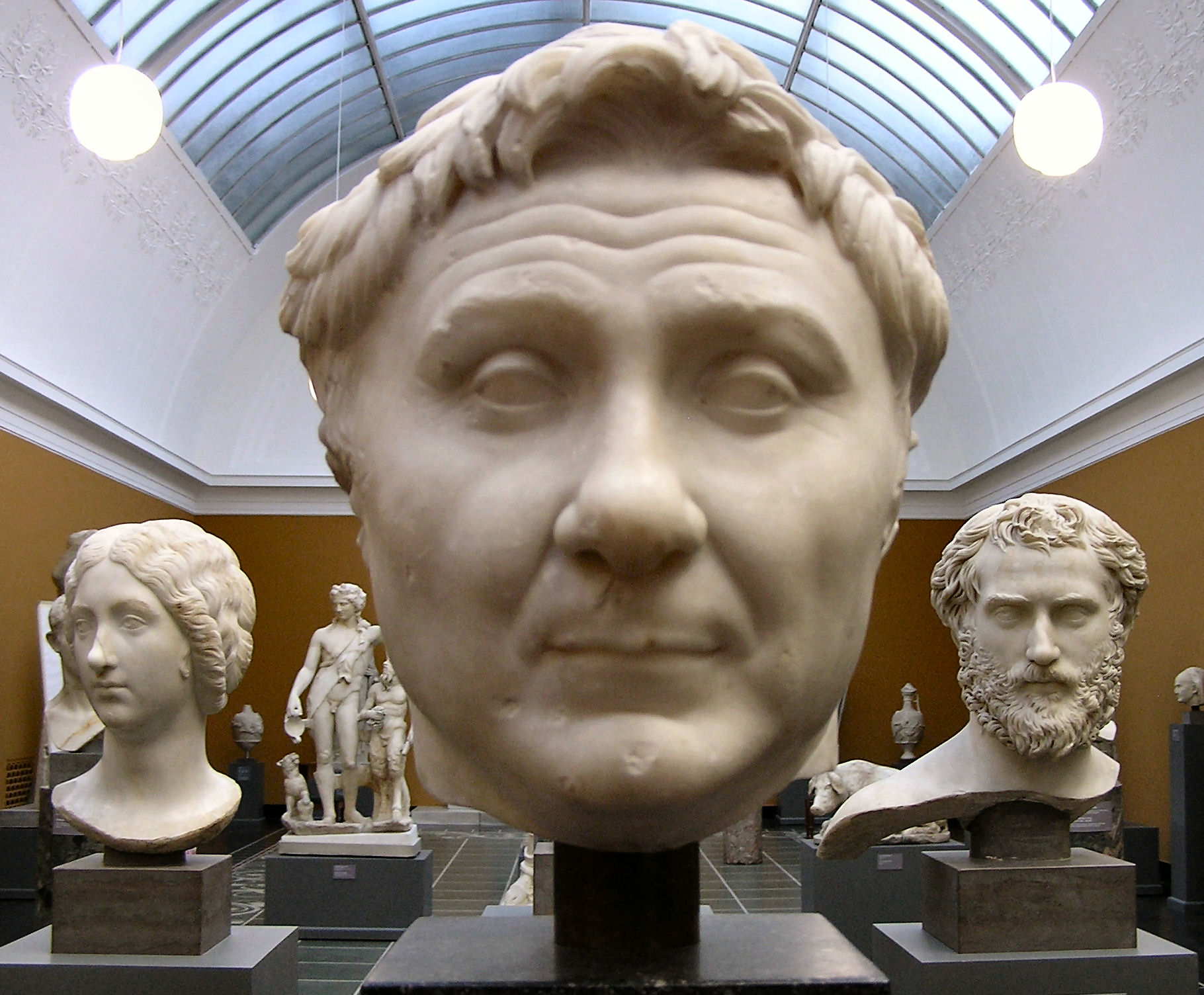
Gnaeus Pompeius (Ny Carlsberg Glyptotek, Kopenhagen)

- Frühjahr: Im Römischen Reich bricht Lucius Sulla mit 40.000 Soldaten und 1.600 Kriegsschiffen nach Italien auf. Nach seiner Landung in der apulischen Stadt Brundisium (heute: Brindisi) lässt er seine Angriffsverbände formieren. In Rom organisiert das Heer der Konsuln sich gegen Sulla, der junge Gnaeus Pompeius, wird einer von Sullas wichtigsten Gefolgsleuten.

- 2. Mithridatischer Krieg: 83 v. Chr.–81 v. Chr.: Der römische Statthalter in Kleinasien erklärt, um sein Territorium zu erweitern, Pontos den Krieg. Aber Pontos wehrt die Invasion ab.

### Wissenschaft und Technik
- Die am 7. Novemberjul. in Ägypten gegen 3:45 Uhr beginnende Mondfinsternis fällt im ägyptischen Kalender auf den 26. Achet II. Das altägyptische Neujahrsfest am 1. Achet I beginnt mit Sonnenaufgang des 13. Septemberjul..[1]

## Geboren
- um 83 v. Chr.: Areios, ägyptischer Philosoph († nach 9 v. Chr.)

## Gestorben
- Philipp I. Philadelphos, König des Seleukidenreiches (* um 115 v. Chr.)